# Prima Ligă Rwandeză de fotbal
Campionatul de fotbal din Rwanda este primul eșalon din sistemul competițional fotbalistic din Rwanda.

## Cluburile sezonului 2009–10
- Amagaju (Gikongoro)
- APR FC (Kigali)
- AS Kigali (Kigali)
- ATRACO FC (Kigali)
- Electrogaz FC (Kigali)
- Etincelles FC (Gisenyi)
- Musanze FC (Ruhengeri) (Retrogradată)
- Marines FC (Gisenyi)
- Mukura Victory Sports FC (Butare)
- Police FC (Kibungo)
- Rayon Sport (Kigali)
- SC Kiyovu Sport (Kigali)

## Performanțe după club
| Club             | Oraș      | Titluri | Ultimul titlu |
| ---------------- | --------- | ------- | ------------- |
| APR FC           | Kigali    | 10      | 2010          |
| Rayon Sport      | Nyanza    | 6       | 2004          |
| Panthères Noires | Kigali    | 5       | 1987          |
| Kiyovu Sports    | Kigali    | 3       | 1993          |
| Mukungwa         | Ruhengeri | 2       | 1989          |
| ATRACO FC        | Kigali    | 1       | 2008          |

## Foste campioane
| - 1975 : Rayon Sport (Nyanza) - 1976-79 : necunoscut - 1980 : Panthères Noires (Kigali) - 1981 : Rayon Sport (Nyanza) - 1982 : nu s-a disputat - 1983 : Kiyovu Sports (Kigali) - 1984 : Panthères Noires (Kigali) - 1985 : Panthères Noires (Kigali) - 1986 : Panthères Noires (Kigali) - 1987 : Panthères Noires (Kigali) - 1988 : Mukungwa (Ruhengeri) | - 1989 : Mukungwa (Ruhengeri) - 1990 : nu s-a disputat - 1991 : nu s-a disputat - 1992 : Kiyovu Sports (Kigali) - 1993 : Kiyovu Sports (Kigali) - 1994 : nu s-a disputat - 1995 : APR FC (Kigali) - 1996 : APR FC (Kigali) - 1997 : Rayon Sport (Nyanza) - 1998 : Rayon Sport (Nyanza) - 1999 : APR FC (Kigali) - 2000 : APR FC (Kigali) | - 2001 : APR FC (Kigali) - 2002 : Rayon Sport (Nyanza) - 2003 : APR FC (Kigali) - 2004 : Rayon Sport (Nyanza) - 2005 : APR FC (Kigali) - 2006 : APR FC (Kigali) - 2007 : APR FC (Kigali) - 2008 : ATRACO FC (Kigali) - 2009 : APR FC (Kigali) - 2010 : APR FC (Kigali) |  |

## Golgeteri
| Sezon   | Jucător                       | Club            | Goluri |
| 2001    | Luleuti Kyayuna               | APR             | 9      |
| 2002    | n/a                           | n/a             | n/a    |
| 2003    | Milly                         | APR             | 12     |
| 2004    | Abed Mulenda Olivier Karekezi | Rayon Sport APR | 14     |
| 2005    | Jimmy Gatete                  | APR             | 13     |
| 2006    | André Lomami                  | APR             | 13     |
| 2006–07 | Bogota Labama                 | Rayon Sport     | 14     |
| 2007–08 | n/a                           | n/a             | n/a    |
| 2008–09 | Jean Lomami                   | ATRACO          | 12     |